# يوجين نايدا
يوجين نايدا (بالإنجليزية: Eugene Nida)‏ (11 نوفمبر 1914م - 25 أغسطس 2011م) مترجم، ولغوي معاصر، وهو واضع نظرية التكافؤ الديناميكي في ترجمة الكتاب المقدس.

## حياته
ولد نايدا في مدينة أوكلاهوما في 11 تشرين الثاني من عام 1914م, وقد اعتنق المسيحية وأحبها منذ نعومة أظفاره.
وقد تخرج من جامعة كاليفورنيا مع مرتبة الشرف عام 1936م, وبعدها التحق بمعهد كامب وايكليف، حيث كانت تدرس فيه نظريات ترجمة الإنجيل. وقد باشر مهامه التبشيرية في المكسيك بين قبائل التاراهومارا الهندية، حتى حال المرض بينه وبين إتمام هذه المهمة. وقد كان نايدا من الأعضاء المؤسسين لجمعية وايكليف لمترجمي الإنجيل وهي شبيهة بمعهد Summer للغويات (إس أي إل إنترنيشنل).
والتحق نايدا عام 1937م بجامعة جنوب كاليفورنيا حيث حصل على درجة الماجستير في اللغة اليونانية للإنجيل الجديد عام 1939م.
وحصل نايدا في عام 1943م على درجة الدكتوراه في اللغويات من جامعة ميتشيغان. وتزوج نايدا من ألثيا سبراغ والتي توفيت عام 1993م. ثم تزوج مرة أخرى من إلينا فيرنانديز والتي كانت أكاديمية تعمل في مجال الترجمة.
تقاعد نايدا من عمله في الثمانينيات.
ثم عاش في بلجيكا إلى ان يتوفى في يوم 25 أغسطس 2011م في مدريد، عن عمرٍ ناهز 96 عاماً.

## عمله
بدأ نايدا عمله عام 1943م كباحث في علم اللغة في جمعية الإنجيل الأمريكية، والتي أصبح فيما بعد السكرتير التنفيذي فيها حتى تقاعده.
وكان نايدا من الشخصيات المهمة التي كانت تشرف على تنظيم الجهود المشتركة بين الفاتيكان وجمعيات الإنجيل الموحد والتي كانت تسعى لإصدار ترجمات للإناجيل الموحدة بين الطوائف حول العالم. وقد بدأ هذا العمل عام 1968م، وقد كانت أعمال الترجمة تتم وفق المنهجية التي وضعها نايدا نفسه والتي اعتمدت مبدأ التكافؤ الوظيفي.

## نظريات الترجمة واللغويات
كان نايدا رائداً في مجالي نظريات الترجمة واللغويات.
وقد تناولت رسالته التي أعدها للحصول على درجة الدكتوراه حول النظام النحوي للغة الإنجليزية، حيث قام بتحليل اللغة حسب نظرية المكونات المباشرة.
ومن بين أهم الإنجازات التي حققها نايدا في مجال نظريات الترجمة ما توصل إليه من فكرة التكافؤ الديناميكي والذي يعرف أيضاً بالتكافؤ الوظيفي. حيث تسعى هذه المنهجية في الترجمة إلى ترجمة مقاصد النص الأصلي بدل اللجوء إلى ترجمة الكلمات والجمل دون الالتفات إلى الوظيفة التواصلية للنص.
كما طور طريقة التحليل التكويني للكلمات، حيث يحلل المعاني المركبة التي تشتمل عليها الكلمة وذلك لتحديد مدى تكافؤها مع كلمة أخرى من ناحية المعنى أثناء الترجمة. ومثال ذلك كلمة أعزب والتي يمكن تحليلها كما يلي: (أعزب= ذكر+غير متزوج).
وقد استطاع نايدا مع زميله فينوتي أن يلفت أنظار الأكاديميين إلى أن علم الترجمة من العلوم الدقيقة والمعقدة بخلاف ما قد يعتقده البعض لأول وهلة. فالمترجم يحتاج إلى النظر وراء ما يقدمه النص من الكلمات والعبارات، فيلجأ إلى عملية التفكيك على مستوى النص وهو ينظر بعين أخرى إلى العناصر الثقافية الموجودة في ذلك النص والعبارات الاختزالية والمتلأزمات اللغوية والعناصر البلاغية، وذلك ليتحقق من فهم النص الأصلي ليبدأ بعد ذلك عملية الترجمة التي تتعدى نقل معاني الكلمات إلى نقل الأثر نفسه الذي يحققه النص الأصلي في القارئ.

## أعماله ومؤلفاته
- Message and Mission
- Toward a Science of Translating
- The Theory and Practice of Translation
- From One Language to Another
- The Greek-English Lexicon of the New Testament Based on Semantic Domains
- Language Structure and Translation

## وصلات خارجية
معهد يويجين نايدا للدراسات الإنجيلية.